# Rissooidea
Rissooidea, originalmente llamada Rissoacea, es una superfamilia de caracoles pequeños con opérculo, tanto marítimos como de agua dulce y de aguas salobres . 

## Familias
- Rissoidae  J.E. Gray, 1847
- Anabathridae  Keen, 1971
- Assimineidae  H. Adams & A. Adams, 1856
- Barleeiidae  J.E. Gray, 1857
- Bithyniidae  J.E. Gray, 1857
- Caecidae  J.E. Gray, 1850
- Calopiidae  Ponder, 1999
- Cochliopidae  Tryon, 1866
- Elachisinidae  Ponder, 1985
- Emblandidae  Ponder, 1985
- Epigridae  Ponder, 1985
- Falsicingulidae  Slavoshevskaya, 1975
- Helicostoidae  Pruvot-Fol, 1937
- Hydrobiidae  Troschel, 1857
- Hydrococcidae  Thiele, 1928
- Iravadiidae  Thiele, 1928
- Lithoglyphidae  Tryon, 1866
- † Mesocochliopidae  Yu, 1987
- Moitessieriidae  Bourguignat, 1863
- † Palaeorissoinidae  Gründel & Kowalke, 2002
- Pomatiopsidae  Stimpson, 1865
- Stenothyridae  Tryon, 1866
- Tornidae  Sacco, 1896
- Truncatellidae  J.E. Gray, 1840